# Die Maulwurf-Company
Die Maulwurf-Company ist ein dreidimensionales Brettspiel der Spieleautoren Virginia Charves und Bertram Kaes, das 1995 bei Ravensburger erschien und international verlegt wurde. Im gleichen Jahr wurde das Spiel in die Auswahlliste der Jury des Spiel des Jahres aufgenommen, zudem gewann es 1995 im Vuoden Peli in Finnland und im Årets Spel Schweden sowie 2002 beim Japan Boardgame Prize jeweils die Auszeichnung als „Kinderspiel des Jahres“.
Die Spieler spielen ein Team von Maulwürfen, die in einem Wettstreit um die „goldene Schaufel“ buddeln, die nur ein einzelner Maulwurf aus dem Team erreichen kann. 

## Spielweise

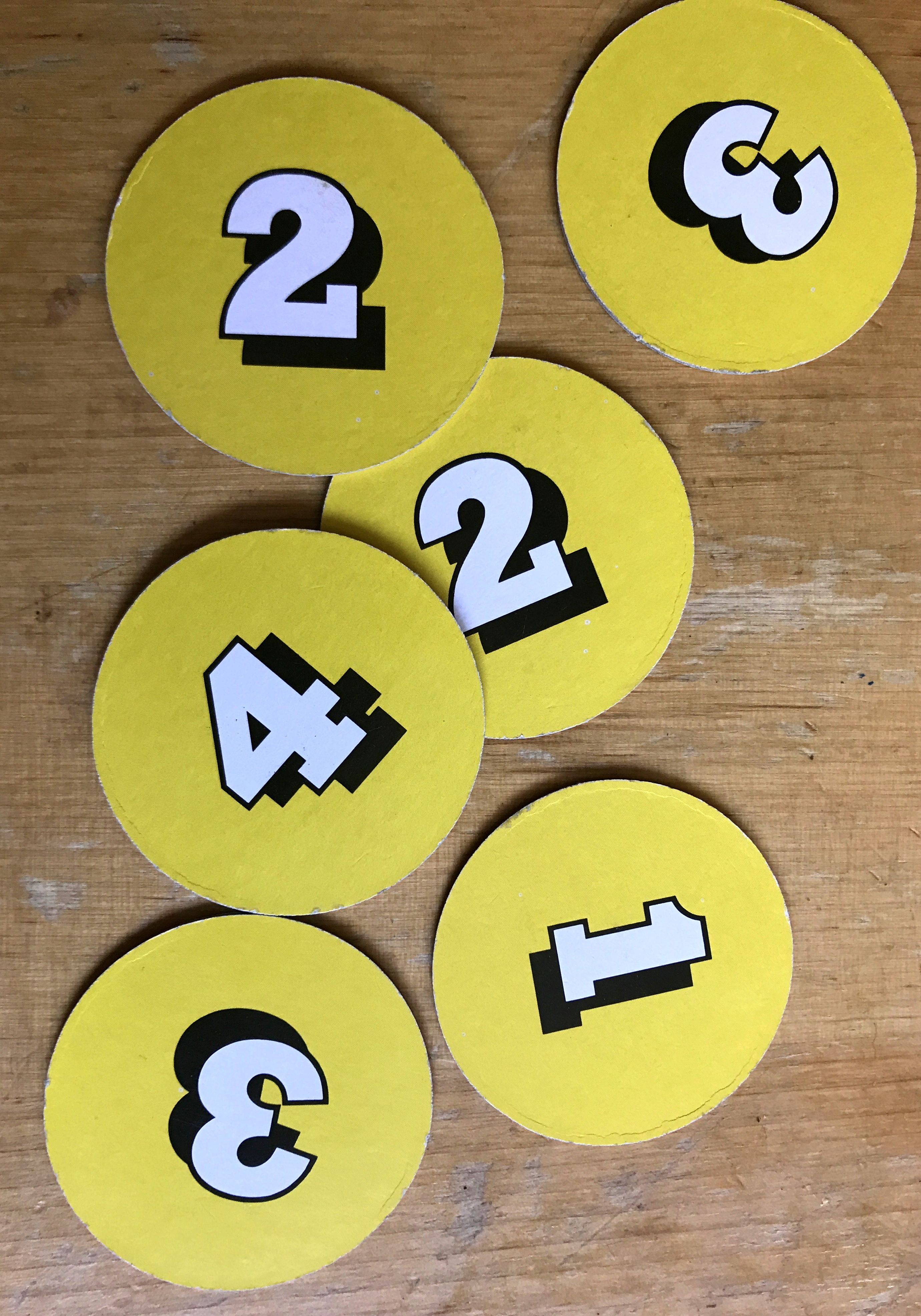
Zahlenscheiben werden genutzt, um die Zugweite der Maulwürfe zu bestimmen.

Bei Die Maulwurf-Company geht es den Spielern darum, mit Hilfe von Zahlenplättchen möglichst viele ihrer Maulwurfsfiguren auf einem sechseckigen Spielfeld in eine begrenzte Anzahl von Löchern zu bekommen und auf diese Weise auf immer tiefere Ebenen des Spielbretts zu gelangen. In jeder Ebene verringert sich die Anzahl der Löcher und in der letzten Ebene kann nur ein Maulwurf das letzte Loch erreichen.
Das Spielmaterial besteht neben der Spielanleitung aus:
- einem Spielfeld aus vier verschiedenen Buddel-Ebenen, die in die Spielschachtel gelegt werden,
- 1 Zielschicht mit der „goldenen Schaufel“,
- 40 Spielfiguren in Form kleiner Maulwürfe, davon jeweils 10 in den Farben, Grün, Rot, Blau und Gelb und
- 4 Sätze mit Zahlenscheiben in den Spielerfarben, jeweils mit den Werten 1, 2, 2, 3, 3 und 4.

### Spielvorbereitung
Zu Beginn des Spiels wählt jeder Mitspieler eine Farbe aus und bekommt jeweils den entsprechenden Satz an Zahlenscheiben und sein Maulwurfteam. Im Spiel mit zwei Spielern bekommt jeder Spieler 10, im Spiel mit drei Spielern 7 und im Spiel mit vier Spielern 6 Maulwurffiguren. Die Zahlenchips werden gemischt und vor den Spieler verdeckt abgelegt. Das Spielfeld wird aufgebaut, indem ganz unten in der Spielschachtel die „goldene Schaufel“ und darüber die verschiedenen Erdschichten platziert werden. Die oberste Schicht ist ein grünes Feld, das die Wiese darstellt.

### Spielablauf
In der ersten Phase des Spiels platzieren die Spieler, beginnend mit einem Startspieler, nacheinander jeweils eine ihrer Spielfiguren auf dem Feld, wobei sie diese nicht in eines der Löcher stellen dürfen. Diese Phase dauert so lange an, bis die Spieler alle ihre Figuren verteilt haben.
Sind alle Figuren auf dem Feld verteilt, beginnt die zweite Phase. Auch diese Phase wird reihum im Uhrzeigersinn gespielt. Der Startspieler beginnt damit, einen verdeckten Zahlenchip aufzudecken und eine seiner Figuren in gerader Linie entsprechend der angegebenen Zugweite zu verstellen. Jeder Spieler versucht, die eigenen Maulwürfe in die Löcher zu bekommen, darf in seinem Zug jedoch nicht andere Maulwürfe überspringen oder auf einem besetzten Feld enden und muss die volle Zahl an Schritten gehen. Dabei herrscht Zugzwang, solange der Spieler noch nicht in den Löchern befindliche Maulwürfe auf dem Feld hat, wodurch er auch gezwungen sein kann, ein Loch wieder zu verlassen. Sobald alle Chips umgedreht sind, werden sie wieder verdeckt und gemischt. Hat ein Spieler alle seine Maulwürfe in Löchern, setzt er aus, bis alle Löcher mit Maulwürfen gefüllt sind. Sobald alle Buddel-Löcher besetzt sind, wird die oberste Schicht abgehoben und alle Figuren, die nicht in den Löchern sind, aus dem Spiel genommen.
Auf den folgenden Schichten wird das Spiel entsprechend fortgesetzt, allerdings kommen hier Sonderfelder (große Felder) hinzu. Immer wenn eine Figur auf ein Sonderfeld kommt, darf er erneut ziehen. In der letzten Ebene befindet sich nur noch ein zentrales Loch über der „goldenen Schaufel“. Der Spieler, der als erster in dieses Loch zieht, gewinnt das Spiel.

## Ausgaben und Rezeption
Das Spiel Die Maulwurf-Company wurde von Virginia Charves und Bertram Kaes entwickelt und 1995 bei Ravensburger zuerst auf Deutsch und nachfolgend in zahlreichen weiteren Sprachen veröffentlicht. Bei dem Spiel handelte es sich um eine Überarbeitung des bereits 1981 bei Milton Bradley (MB) veröffentlichten abstrakten Spiels Inner Circle, das von Virginia Charves entwickelt wurde und in Deutschland 1984 unter dem Namen Top Star bei Spear’s Games erschien.
Das Spiel wurde 1995 in die Auswahlliste der Jury des Spiel des Jahres aufgenommen. Ebenfalls 1995 gewann es im Vuoden Peli in Finnland und im Årets Spel Schweden sowie 2002 beim Japan Boardgame Prize jeweils die Auszeichnung als „Kinderspiel des Jahres“. 2007 erschien eine Neuauflage des Spiels bei Ravensburger in der Serie „Unsere besten Familienspiele“ und 2018 wurde mit dem Die Maulwurf-Company Mitbringspiel eine Kleinversion des Spiels aufgelegt.

## Belege
1. 1 2 3 4 5 6  Spielregeln für Die Maulwurf-Company bei Ravensburger, Version von 2007; abgerufen am 26. Mai 2018.
2. ↑  Versionen von Die Maulwurf-Company in der Datenbank BoardGameGeek; abgerufen am 26. Mai 2018.
3. ↑  Versionen von Inner Circle/Top Star in der Datenbank BoardGameGeek; abgerufen am 26. Mai 2018.